# Cumane
Die Cumane ist ein kleiner Fluss in Frankreich, der im Département Isère in der Region Auvergne-Rhône-Alpes verläuft. Sie entspringt unter dem Namen Ruisseau de la Courbière im nordwestlichen Gemeindegebiet von Varacieux, entwässert generell in südlicher Richtung und mündet nach rund 17 Kilometern an der Gemeindegrenze von Saint-Sauveur und Chatte als rechter Nebenfluss in die Isère. Die Cumane quert bei Saint-Marcellin die Autobahn A49 und die  Bahnstrecke Valence–Moirans.

## Orte am Fluss
(Reihenfolge in Fließrichtung)
- Roua, Gemeinde Varacieux
- Varacieux
- Saint-Vérand
- La Maladière, Gemeinde Saint-Sauveur
- Saint-Marcellin
- Les Echavagnes, Gemeinde Saint-Marcellin
- Le Coupier, Gemeinde Saint-Sauveur